# 赤伏符
《赤伏符》是漢朝流傳的讖語，內容是「劉秀發兵捕不道，四夷雲集龍鬥野，四七之際火爲主」以及「王梁主衛作玄武」、「卯金修德为天子」，「劉秀發兵捕不道，四夷雲集龍鬥野，四七之際火爲主」的白話文意思是「劉秀派出軍隊，抓捕所爲不合道義的人。四方勢力雲集紛爭，在漢朝建立進入第四個70年間的時候，居火德的帝王會成爲天下的主宰。」
《赤伏符》産生於西門君惠、王涉等勸説劉歆反叛王莽之時。25年，萬修以及劉秀在长安讀書时的同学疆华向劉秀獻上《赤伏符》，劉秀趁機稱帝，又據《赤伏符》的內容讓王梁擔任大司空。劉秀在位晚年，《赤伏符》又被東漢朝廷改造為《河图赤伏符》。